# Tepic
Tepic es una ciudad mexicana, capital del estado de Nayarit y cabecera del municipio homónimo. De acuerdo con el Censo de Población y Vivienda 2020, es la ciudad más poblada del estado con 371 387 habitantes en su área urbana. Esta cifra asciende a 419 557 habitantes si se toma en cuenta el área urbana del vecino municipio de Xalisco, y a 491 153 en el área metropolitana, es decir, la totalidad de las localidades de ambos municipios.
Se encuentra a un poco más de 735 kilómetros (457 mi) de la capital del país, la Ciudad de México.
Como capital del estado, Tepic es la sede de los tres poderes de la entidad, y concentra la sede del ayuntamiento municipal, actualmente el XLII Ayuntamiento Constitucional de Tepic, órgano encargado de gobernar y administrar los recursos del municipio entero y su sede, la ciudad.
Fue fundada en 1531 por Nuño de Guzmán llamándola Villa del Espíritu Santo de la Mayor España, cambiando de nombre después a Santiago de Compostela, siendo reconocida como la capital de la provincia de Nueva Galicia dentro del territorio de Nueva España.

## Toponimia
El origen de la denominación no está precisamente definido, existiendo diferentes teorías acerca de su significado. Un significado propuesto indica que la palabra Tepic proviene del náhuatl, formada por vocablos tetl (piedra) y picqui (cosa maciza), "lugar de piedras macizas". Otros autores opinan que proviene del nombre primitivo Tepeca, que significa "Lugar muy poblado"; también se dice que se deriva de Tepictli, una variedad de maíz local y que significa "Tierra del Maíz".

## Historia

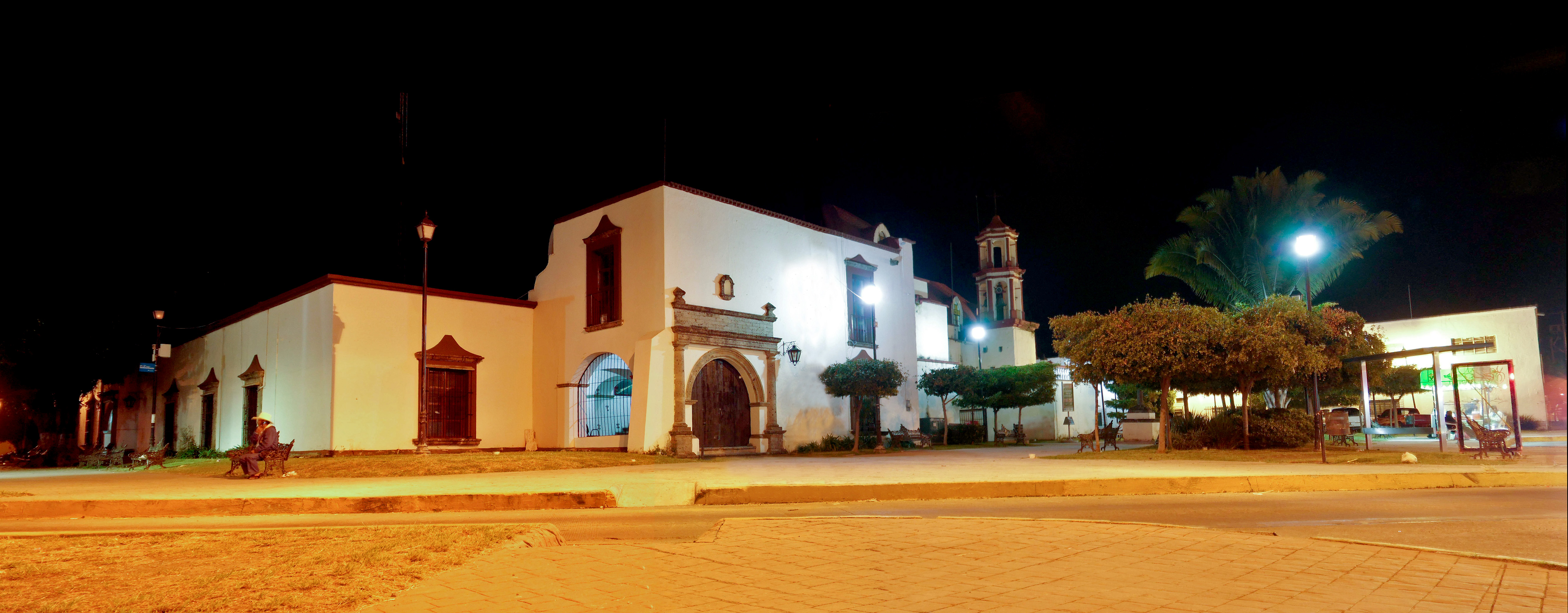
Convento franciscano de la cruz de zacate del.

La fundación de Tepic se remonta a la época prehispánica, alrededor de 600 a. C. a 350 a. C. habitada por grupos que emigraron hacia el centro del territorio del actual estado de Nayarit. Estos desarrollaron actividad agrícola construyendo terrazas de cultivo, y se dedicaron a la manufactura de instrumentos de pesca, como redes con tejido a base de fibras vegetales.
El primer español en llegar a Nayarit fue Francisco Cortés de San Buenaventura, sobrino del conquistador Hernán Cortés, en 1526. Los señoríos indígenas de la región se rindieron ante él pacíficamente. La conquista definitiva fue iniciada por Nuño Beltrán de Guzmán, el 6 de marzo de 1530. Al arribo de los primeros europeos por esas tierras, Tepic era un tlatoanazgo (población subordinada), que dependía del hueitlatoanazgo (cacicazgo) del Reino de Xalisco.
Cortés de San Buenaventura ordenó realizar el primer censo al poblado, tarea llevada a cabo por Gonzalo Cerezo. Como resultado, se registraron 200 viviendas y 400 habitantes.

### Primera capital del Reino de la Nueva Galicia
Cuando a Hernán Cortés le fue otorgado el título de capitán general de la Nueva España, Nuño Beltrán de Guzmán decidió abandonar su cargo de presidente de la Real Audiencia y organizó una expedición militar en busca de riquezas hacia el noroeste de México, conquistando amplios territorios de lo que actualmente son los Estados de Jalisco, Nayarit, Zacatecas, Aguascalientes y Colima.
El 18 de noviembre de 1531, fundó la villa del Espíritu Santo, la cual más tarde se convertiría en el actual Tepic. El 25 de julio de 1532 una real cédula expedida en Ocaña, España, por Juana reina de Castilla, ordenaba que se nombrara a los territorios conquistados Reino de la Nueva Galicia y la villa fundada por Nuño Beltrán de Guzmán pasaría a ser conocida como Santiago de Galicia de Compostela.
En 1540, nativos rebeldes del poblado de Huaynamota asesinaron al conquistador español Juan Ruiz de Arce. Esto obligó al gobernador Cristóbal de Oñate a mover el asentamiento español hasta el valle de Coactlán, donde refundó la población de Santiago de Galicia de Compostela, población que durante la época del virreinato fue conocida como Compostela de Indias y en la actualidad se le conoce como Compostela. De esta forma, Tepic recuperó su nombre indígena el cual permanece hasta la actualidad.

### La tercera expedición de Cortés al Mar del Sur
Después de haber patrocinado dos viajes de exploración hacia el Mar del Sur (Océano Pacífico) y sin haber obtenido resultados materiales, Hernán Cortés decidió encabezar el tercer viaje de exploración hacia las tierras recién descubiertas en la Mar del Sur por el navegante Fortún Jiménez al mando de una expedición que patrocinó el mismo Cortés, esas nuevas tierras le pertenecían al conquistador de México por Cédula Real.
Molesto Cortés porque Nuño de Guzmán, su archienemigo de siempre, le había requisado un buque, el navío San Miguel, durante la primera expedición que sufragó, además del buque Concepción que Cortés había enviado en el segundo viaje de exploración del Mar del Sur, decidió enfrentarlo en su propio terreno y desde allí montar la tercera expedición, para ello preparó un gran número de tropas a pie y a caballo para marchar sobre la provincia de la Nueva Galicia de la cual Nuño de Guzmán era gobernador.
Tepic creció en importancia con la refundación en 1768 de San Blas como puerto de altura, al grado que se convirtió en el puerto más próspero del Pacífico Norte. A causa de la importancia que tomó el puerto, Tepic se convirtió en un importante punto de mitad de viaje y de comercio de los viajeros y productos que llegaban en las naos procedentes de Filipinas, que desembarcaban en San Blas rumbo a Guadalajara. Así mismo, teniendo la ruta una importancia tan grande.

### Época de la independencia
El 24 de julio de 1811 recibe el título de "noble y leal ciudad de Tepic" por las Cortes Generales y por Don Fernando VII, por haber sido una ciudad realista en aquel año.
Al conseguir México su independencia, Tepic fue incorporado como capital del 7.º. Cantón del Estado de Jalisco. Tras las peleas de tepicenses y jaliscienses al discutir si San Blas era de unos o de aquellos, y tras la decadencia de San Blas como puerto de altura, la importancia de Tepic en el plano económico en el occidente de México fue disminuyendo.
Hacia 1830 se estableció en Tepic la casa Barrón y Forbes, que fundó en 1833 en la población de Jauja, una fábrica de hilos y tejidos, poco después Don José María Castaños erigió la fábrica textil de Bellavista. En estas dos empresas se gestó el desarrollo económico de la ciudad.

### SigloXX
En 1900-1910 el progreso parecía a la vuelta de la esquina en la ciudad de Tepic. La nueva iluminación pública resplandecía desde 1906, se instalaban 24 líneas de teléfonos, agua potable y drenaje; los parques eran ampliados, las plazas lucían quioscos y bancas. De esta época data la periferia del casco antiguo de la ciudad.
Durante la primera etapa de la Revolución, el 26 de mayo de 1911, el general Martín Espinosa tomó posesión de la ciudad, sustituyendo al jefe político porfirista Leopoldo Romano.

### Tepic en la actualidad

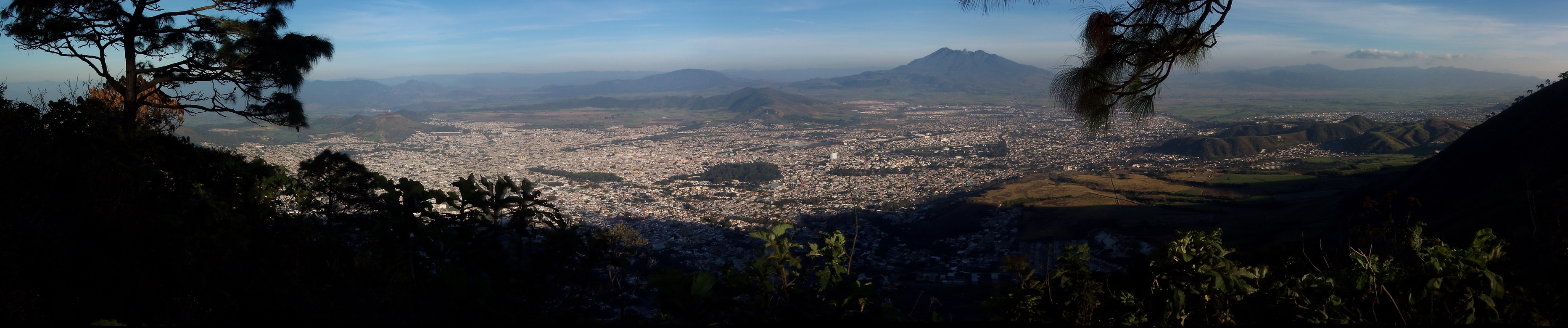
Panorámica de la ciudad

La ciudad colinda con la mancha urbana del vecino municipio de Xalisco. Actualmente la mancha urbana crece hacia el oriente de la ciudad, principalmente hacia los poblados de Mora y La Cantera, donde se ha extendido una amplia cantidad de complejos habitacionales de interés social.
Dentro de la ciudad se encuentra el Molino de Menchaca, una fábrica especializada en extraer y comercializar azúcar, algunas embotelladoras de salsas y bebidas gaseosas así como pequeñas fábricas de tostadas y fábricas de molduras de madera. También en la ciudad se encuentra la embotelladora Del Nayar, empresa dedicada al giro de transporte de bebidas refrescantes. 

## Demografía
La ciudad de Tepic cuenta con una población de 371 387 habitantes según datos del XIV Censo General de Población y Vivienda del Instituto Nacional de Estadística y Geografía (INEGI) por lo cual es la ciudad más poblada del estado de Nayarit y la 47.ª ciudad más poblada de México.
La ciudad tuvo un aumento de 38 524 habitantes respecto al censo de 2010.
La ciudad concentra el 30.06 % de todos los habitantes del estado de Nayarit.
| Gráfica de evolución demográfica de Tepic entre 1900 y 2020                                       |
|                                                                                                   |
| Población de los censos del Instituto Nacional de Estadística y Geografía (INEGI) de 1900 a 2020. |

### Zona metropolitana
La zona metropolitana de Tepic es la región urbana resultante de la fusión de la ciudad de Tepic con el municipio de Xalisco y las poblaciones cercanas. Esta zona metropolitana tiene un total de 491 153 habitantes de acuerdo con el Censo de Población y Vivienda que realizó el INEGI en el año 2020.[cita requerida]
Otras poblaciones cercanas son:
- San Cayetano
- Camichín de Jauja
- Pantanal
- Mora
- Bellavista
- La Cantera

La ciudad cuenta con grandes y verdes espacios recreativos para toda la familia como puede ser la nueva zona construida Ciudad de Las Artes, en parques recreativos se destacan el parque Esteban Baca Calderón, conocido como La Loma, el Parque Ecológico Metropolitano, Alameda entre otros, mientras que en Museos u otros están Museo Cora, Ciudad de las Artes, y en deportes se destaca el Estadio Arena cora

## Clima
| Parámetros climáticos promedio de Tepic                                                                                            | Parámetros climáticos promedio de Tepic | Parámetros climáticos promedio de Tepic | Parámetros climáticos promedio de Tepic | Parámetros climáticos promedio de Tepic | Parámetros climáticos promedio de Tepic | Parámetros climáticos promedio de Tepic | Parámetros climáticos promedio de Tepic | Parámetros climáticos promedio de Tepic | Parámetros climáticos promedio de Tepic | Parámetros climáticos promedio de Tepic | Parámetros climáticos promedio de Tepic | Parámetros climáticos promedio de Tepic | Parámetros climáticos promedio de Tepic |
| Mes | Ene.                                    | Feb.                                    | Mar.                                    | Abr.                                    | May.                                    | Jun.                                    | Jul.                                    | Ago.                                    | Sep.                                    | Oct.                                    | Nov.                                    | Dic.                                    | Anual                                   |
| --- | --------------------------------------- | --------------------------------------- | --------------------------------------- | --------------------------------------- | --------------------------------------- | --------------------------------------- | --------------------------------------- | --------------------------------------- | --------------------------------------- | --------------------------------------- | --------------------------------------- | --------------------------------------- | --------------------------------------- |
| Temp. máx. abs. (°C) | 32.0                                    | 33.2                                    | 35.0                                    | 35.7                                    | 38.2                                    | 37.6                                    | 35.0                                    | 37.0                                    | 38.0                                    | 33.5                                    | 33.4                                    | 45.5                                    | 45.5                                    |
| Temp. máx. media (°C) | 26.2                                    | 27.2                                    | 28.3                                    | 29.1                                    | 31.2                                    | 30.3                                    | 29.8                                    | 29.6                                    | 29.4                                    | 29.5                                    | 28.1                                    | 26.5                                    | 28.8                                    |
| Temp. media (°C) | 17.7                                    | 18.0                                    | 18.8                                    | 19.7                                    | 21.7                                    | 23.4                                    | 23.9                                    | 23.9                                    | 23.7                                    | 22.9                                    | 20.3                                    | 18.3                                    | 21                                      |
| Temp. mín. media (°C) | 9.2                                     | 8.8                                     | 9.2                                     | 10.3                                    | 12.2                                    | 16.5                                    | 18.0                                    | 18.2                                    | 18.1                                    | 16.3                                    | 12.4                                    | 10.8                                    | 13.3                                    |
| Temp. mín. abs. (°C) | 0.4                                     | 0.4                                     | 2.4                                     | 1.0                                     | 4.2                                     | 4.7                                     | 8.6                                     | 8.6                                     | 7.3                                     | 7.4                                     | 3.1                                     | 2.5                                     | 0.4                                     |
| Precipitación total (mm) | 25.2                                    | 19.8                                    | 23.5                                    | 1.5                                     | 5.9                                     | 180.5                                   | 428.1                                   | 361.0                                   | 241.2                                   | 89.2                                    | 142.7                                   | 187.5                                   | 1451.9                                  |
| Fuente: Servicio Meteorológico Nacional, ESTACION: 00018039 TEPIC (OBS), Tepic, Nayarit, México, Normales Climatológicas 1950-2010 |                                         |                                         |                                         |                                         |                                         |                                         |                                         |                                         |                                         |                                         |                                         |                                         |                                         |

La precipitación anual en Tepic es de 1,451.9 mm anuales, concentrándose en los meses de abril a noviembre, y ocasionalmente en diciembre.
Las tormentas eléctricas son muy comunes en Tepic durante las tardes y mediodías que se pueden prolongar hasta la noche, algunas se presentan bastante severas.

## Perfil sociodemográfico

### Grupos étnicos
Tepic ocupa el segundo lugar en el estado en cuanto a población indígena con sus 4.375 habitantes de diferentes etnias. Entre éstas, destacan por su número la huichol con 3.276 integrantes, la cora 527, la purépecha con 101, la náhuatl con 99, la tepehuana con 84, la mazahuana con 79, la mixteca con 42, la zapoteca con 32 y la tlapaneca con 22.

### Evolución demográfica
El municipio presenta la mayor dinámica demográfica de la entidad desde 1950. En 1995 se registraron 292.780 habitantes; mientras que en 1990 fueron 241.463; lo anterior, manifiesta que la tasa de crecimiento promedio anual del periodo 90-95, fue de 3,47%. Sin embargo, durante el periodo 1970-1990 dicha tasa ascendió al 3,9%. La población censada en los años de 1950, 1960, 1970 y 1980 fue de 45.616, 73.576, 110.939 y 177.007 respectivamente. Su densidad poblacional es la mayor en el estado con 5,669.68 habitantes por kilómetro cuadrado.

### Religión

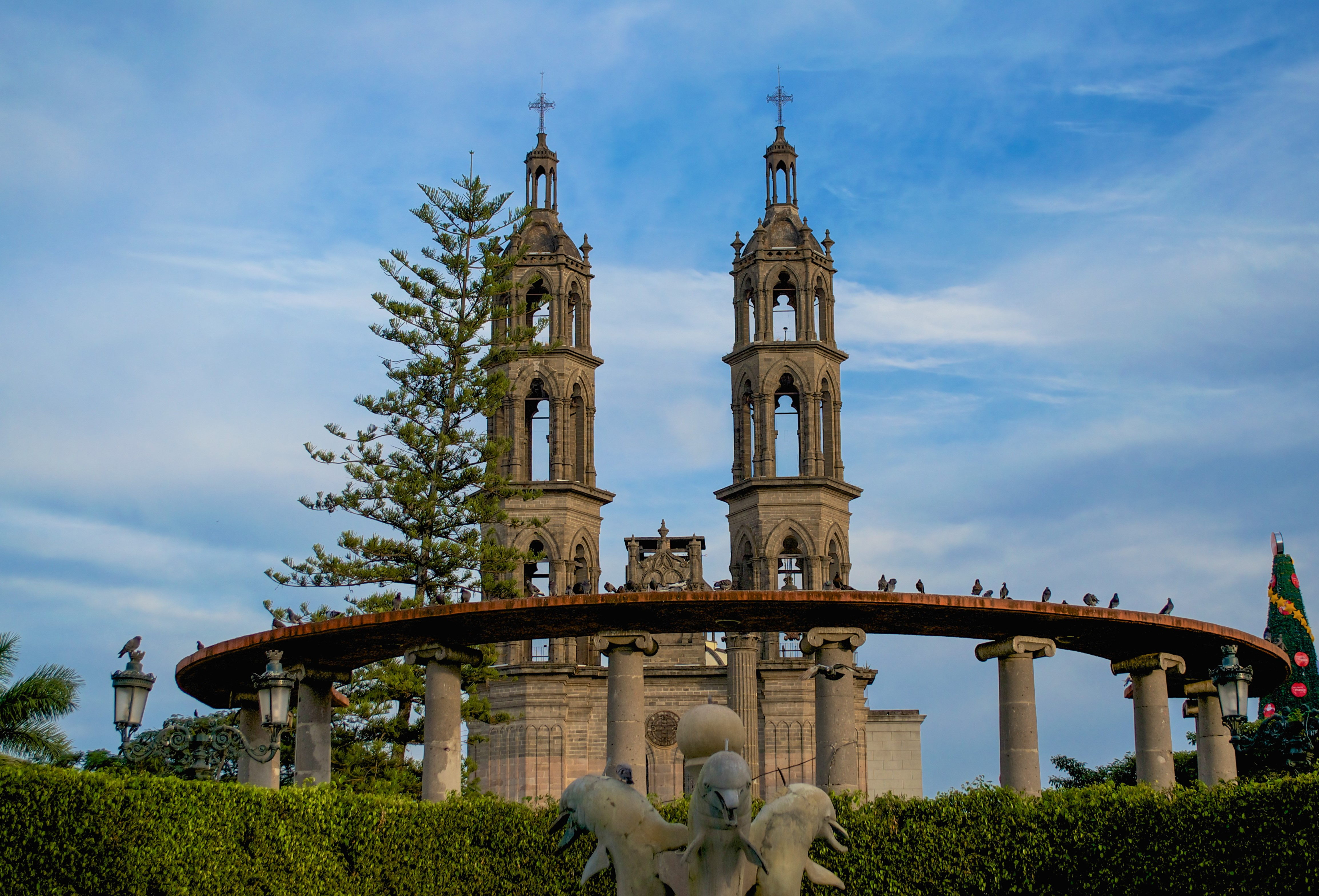
Catedral de la Asunción de María de Tepic.

La religión predominante en Tepic es católica con el 83,3%, seguida por protestante y cristiano evangélico con 8.0% y en tercer lugar se ubican las personas sin religión con 7,5%.

### Educación
Para la impartición de la educación el municipio dispone de 182 escuelas de nivel preescolar, 203 primarias, 77 secundarias, 23 escuelas de educación media superior, 60 planteles profesionales medio técnico, 3 normales y 15 de educación superior.
Entre las 15 instituciones de educación superior destacan:
El Instituto Tecnológico de Tepic; El campus del Instituto Tecnológico en la ciudad de Tepic. Ofrece en su mayoría Ingenierías y Arquitectura. 
La Universidad Autónoma de Nayarit; La universidad autónoma del estado, fundada por el exgobernador Julián Gascon Mercado, es la más grande del estado y la más importante. Su campus principal es la ciudad de la cultura Amado Nervo, en la ciudad de Tepic donde imparten Licenciaturas, Ingenierías, Posgrados y programas académicos. Se destacan las licenciaturas de Médico Cirujano, Cirujano Dentista, Nutrición y Enfermería. La UAN tiene dos unidades académicas más en el estado, en los municipios de Acaponeta e Ixtlan del Río. 
Universidad Tecnológica de Nayarit; Universidad ubicada en la ciudad de Xalisco, reconocida como la segunda más importante debido a su tamaño ya que cuenta con campus en los municipios de Bahia de Banderas, Del Nayar y Santiago Ixcuintla. La universidad ofrece licenciaturas como Turismo, Seguridad Pública, Negocios, entre otras. La UT, tiene convenios de intercambio con otras universidades internacionales como en la ciudad de París, Francia. 
El Instituto Estatal de Educación Normal; la Normal Superior y la Universidad Pedagógica Nacional.
De las instituciones privadas se cuenta con: Universidad Marista de Nayarit; colegio Nueva Galicia; Universidad Vizcaya de las Américas; El Instituto de Estudios Tecnológicos y Superiores "Matatipac", A.C.; la Universidad Autónoma de Guadalajara Campus Nayarit, Universidad del Álica, Instituto las Américas de Nayarit, La Academia Privada de Idiomas Royal Language y la Universidad Tecnológica de El Nayar.
El índice de analfabetismo es del 5,1%.

### Salud
El municipio cuenta con 37 unidades de medicina pública, de las cuales:
- 14 pertenecen a los Servicios de Salud de Nayarit incluyendo el Hospital Civil "Dr. Antonio González Guevara"
- El Hospital de la Mujer. Un hospital más enfocado en el sexo femenino de la ciudad de Tepic para cuidar, atender y recibir a las mujeres y niñas de toda la ciudad. Inaugurado en 2024 por el gobernador Miguel Ángel Navarro.[22]
- El Hospital General del ISSSTE Tepic "Dr. Aquiles Calles Ramirez". Es el hospital más grande y moderno de todo el estado de Nayarit. Inaugurado en 2022 el hospital cuenta con 32 especialidades, 209 camas, 35 consultorios, siete quirófanos, quirófano de tococirugía, siete servicios auxiliares de diagnóstico y ocho servicios auxiliares de tratamiento, así como un helipuerto en la azotea. El ISSSTE también cuenta con centros de salud en todo el estado, como en el municipio y ciudad de Acaponeta. Se encuentra en las afueras de la ciudad de Tepic, cerca del poblado de Mora y en la carretera de Tepic-Francisco I. Madero (Puga).[23]
- 12 al Instituto Mexicano del Seguro Social (IMSS) cuyo Hospital principal es el Hospital General N.º 1 del IMSS.
- 4 al programa IMSS-SOLIDARIDAD
- 5 al DIF.
- 1 a la Cruz Roja Mexicana
- Otros servicios privados de salud como lo son:
  - Hospital Puerta de Hierro.
  - Hospital San Rafael.
  - Sanatorio la loma.
  - Hospital Premium Hills.

### Vivienda
Hasta 2005 el municipio cuenta con 86,769 viviendas. El tipo de construcción predominante es a base de ladrillo o bloque, no observándose ningún estilo en particular. El 95,5% de las viviendas cuentan con drenaje, el 94,7% con agua entubada y el 96,2% con energía eléctrica. La cantidad promedio de habitantes por vivienda particular es de 3,8.

### Servicios públicos

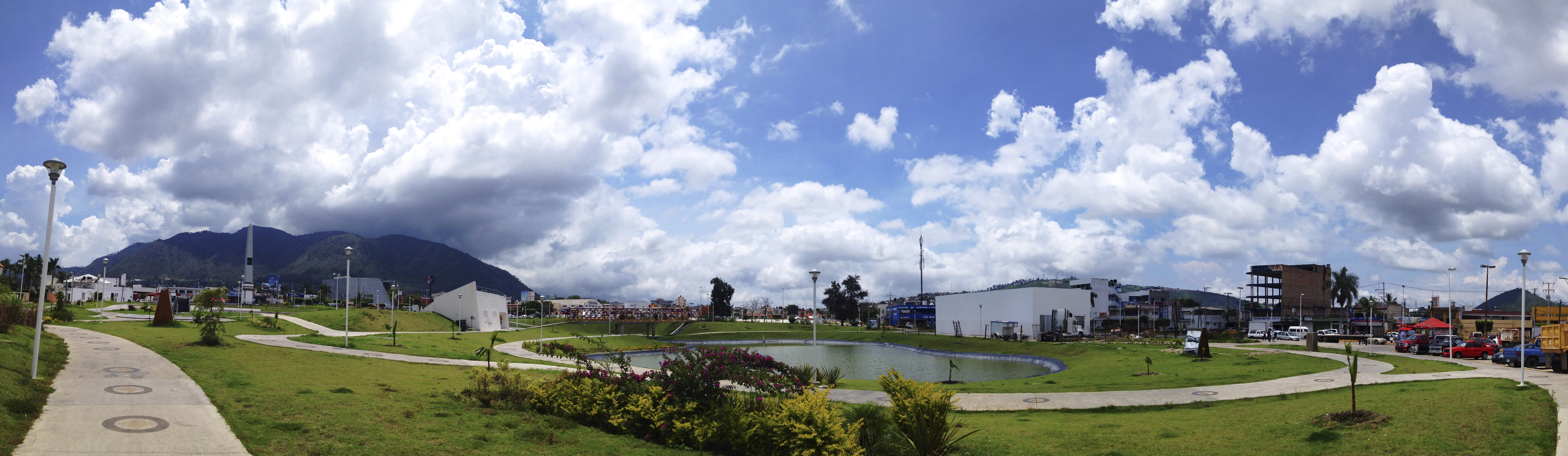
Parque de la Ciudad de las Artes.

La capital del estado cuenta con los servicios de:
- Agua potable y alcantarillado a cargo del SIAPA Tepic.
- Mantenimiento de parques y plazas públicas del municipio a cargo de la Dirección de Parques y Jardines.
- Mercados Populares.
- Un Rastro a cargo del Ayuntamiento.
- Recogida de basura a cargo de APU (Aseo Público Urbano).
- Panteones.
- Centros Deportivos.
- Policía Vial y Seguridad Pública.
- El transporte público se encuentra concesionado.
- Dispone de un relleno sanitario y una planta de tratamiento de aguas residuales.

## Medios de comunicación
En Tepic se encuentran oficinas de correos, telégrafos controladas por el Gobierno Federal.
En telefonía fija se brinda el servicio por parte de  las compañías como Totalplay , izzi ,  Telmex y Megafon (servicio de Megacable), adicionalmente compañías móviles como Telefónica Movistar, Telcel y AT&T ofrecen servicio de telefonía fija.
Están instaladas diversas radiodifusoras que transmiten en la Zona Metropolitana de Tepic y otras poblaciones cerca en frecuencia AM y FM.
En Tepic se encuentran varios periódicos en circulación como son El Meridiano de Nayarit, El Gráfico,NNC, entre otros.

### Televisión
En el ámbito de televisión se transmiten canales de televisión abierta como:
| Canal Virtual | Canal Físíco | Distintivo | Nombre                                               | Resolución' | Propietario                         |
| ------------- | ------------ | ---------- | ---------------------------------------------------- | ----------- | ----------------------------------- |
| 1.1           | 30           | XHAF-TDT   | Azteca 13                                            | 1080p       | Televisión Azteca                   |
| 1.2           | 30           | XHAF-TDT   | ADN 40                                               | 480p        | Televisión Azteca                   |
| 2.1           | 28           | XHTEN-TDT  | Las Estrellas                                        | 1080p       | Televimex                           |
| 2.2           | 28           | XHTEN- TDT | Foro TV                                              |             | Televisa                            |
|               |              |            |                                                      |             |                                     |
| 4.1           | 36           | XHKG-TDT   | XHKG TV Nayarit                                      | 1080p       | Lucía Pérez Medina Vda de Mondragón |
| 5.1           | 33           | XHTFL-TDT  | Canal 5* Y 5.2                                       | 1080p       | Televimex                           |
| 6.1           | 26           | XHNTV-TDT  | Canal 6                                              | 480p        | Multimedios                         |
| 6.2           | 26           | XHNTV-TDT  | Milenio Televisión                                   | 480p        | Multimedios                         |
| 7.1           | 31           | XHLBN-TDT  | Azteca 7                                             | 1080p       | Televisión Azteca                   |
| 7.2           | 31           | XHLBN-TDT  | A+                                                   | 480p        | Televisión Azteca                   |
| 8.1           | 26           | XHNTV-TDT  | 8NTV                                                 | 1080p       | Radio-Televisión de Nayarit         |
| 9.1           | 33           | XHTFL-TDT  | NU9VE                                                | 1080p       | Televimex                           |
| 10.1          | 24           | XHTPG-TDT  | 10TV Nayarit -                                       | 1080p       | Gobierno del Estado de Nayarit      |
| 24.2          | 24           | XHTPG-TDT  | 10.2TV Nayarit (Canal Temporal de Aprende en Casa) - | 480p        | Gobierno del Estado de Nayarit      |

- XHSPY  Sistema Público de Radiodifusión del Estado Mexicano (cuenta con permiso vigente y canal asignado,  14.1 está al aire )
- XHCTNY   Imagen Televisión 3.1 Excélsior TV 3.4 ambos canales están al aire
- Imagen Televisión.
- Canal Once
- Radio-Televisión Digital de Nayarit.

También hay sistemas de televisión por cable y satélite que transmiten canales nacionales e internacionales de televisión de paga; los cuales son:
- Megacable Comunicaciones
- SKY
- Dish México
- Totalplay
- Star TV
- IZZI

### Telefonía móvil
Existen las siguientes compañías celulares con infraestructura propia:
- Telcel
- Movistar
- AT&T
- Altán Redes

### Estaciones de radio
Amplitud Modulada (AM)
- XEGNAY 550 AM.Aztlán Radio
- XETEY 840 AM. Fiesta Mexicana (Transmitiendo también en el 93.7 FM)

Frecuencia Modulada (FM)
- XHPCTN 88.3 FM La Lupe
- XHUX 92.1 FM. Lokura Fm
- XHTEY 93.7 FM. Fiesta Mexicana
- XHPY 95.3 FM. Stereo Vida
- XHEOO 96.1 FM. Éxtasis Digital
- XHNF 97.7 FM. La Nayarita
- XHEPIC 98.5 FM. @FM
- XHCCBJ 99.3 FM. La Mejor Radio
- XHTNY 100.3 FM. MULTICAST Nayarit
- XHUANT 101.1 FM. Radio UAN
- XHPNA 101.9 FM. Romántica
- XHCCBK 103.3 FM. Media Group Radio  Próximamente (Concesión
- XHTEN 104.1. (Concesionada al Ayuntamiento Constitucional de Tepic)
- XHCPCH 104.5 FM. IMER Radio Próximamente (Concesión
- XHRK 104.9 FM. Los 40
- XHXT 105.7 FM. La Caliente

Cabe señalar que en las partes altas o despejadas de la ciudad se pueden escuchar estaciones de ciudades como Guadalajara, Puerto Vallarta, Mazatlán, Ixtlán del Río y Ruiz e incluso en las noches pueden sintonizarse estaciones de ciudades como la Ciudad de México en la Banda AM.

## Transporte y movilidad

### Transporte externo
Aéreo

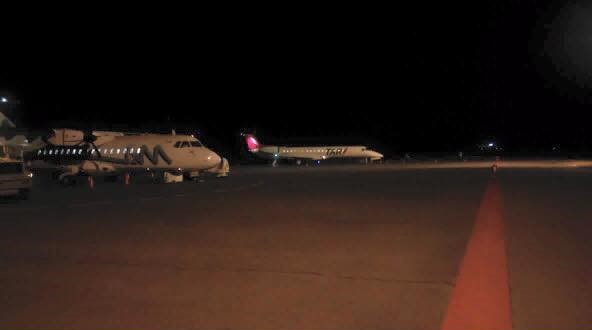
Aeropuerto internacional Amado Nervo Tepic

Tepic cuenta con un aeropuerto internacional ubicado a 16 kilómetros de la ciudad, se ubica en la localidad de El Pantanal, del municipio conurbado de Xalisco, no cuenta con transporte público que llegue a sus instalaciones, por lo que su vía de acceso es solo en vehículo privado y servicio de taxi o Uber.
El aeropuerto lleva el nombre en honor al poeta nayarita Amado Nervo y es administrado por  “Aeropuertos y Servicios Auxiliares” que depende del gobierno federal.
Fue declarado oficialmente como aeropuerto internacional el 15 de diciembre de 2009 , actualmente solo cuenta con 3 líneas aéreas en operación, Aeromexico, que da servicio de vuelo únicamente a la Ciudad de México, Volaris que da servicio a la ciudad de Tijuanacon vuelos diarios, a Ciudad de México y en su Nueva ruta Aeropuerto de Los Angeles inaugurada el 16 de julio de 2025, Y Viva que ofrece vuelos directos al Aeropuerto Internacional Felipe Angeles, ampliando las opciones de conexión con la capital del país.
En el año 2021, el presidente Andrés Manuel López Obrador y el gobernador Miguel Ángel Navarro, anunciaron la gran modernización y expansión del aeropuerto con una nueva torre de control y salas más grandes, así como un cambió de nombre del mismo, que pasará a llamarse "Aeropuerto Internacional Tepic-Riviera Nayarit". Se confirmó que tendrá vuelos nacionales e internacionales. Se prevé una inauguración en Otoño del 2024.
Se prevee que para inicios del año 2026 el Aeropuerto Internacional Tepic-Riviera Nayarit tenga nuevas rutas Internacionales como 
- Tepic - Calgary, Canadá
- Tepic - Vancouver, Canadá
- Tepic - Houston, Texas

y en Negociaciones se encuentran nuevas rutas para 
- Monterrey
- Toluca
- Phoenix

Terrestre

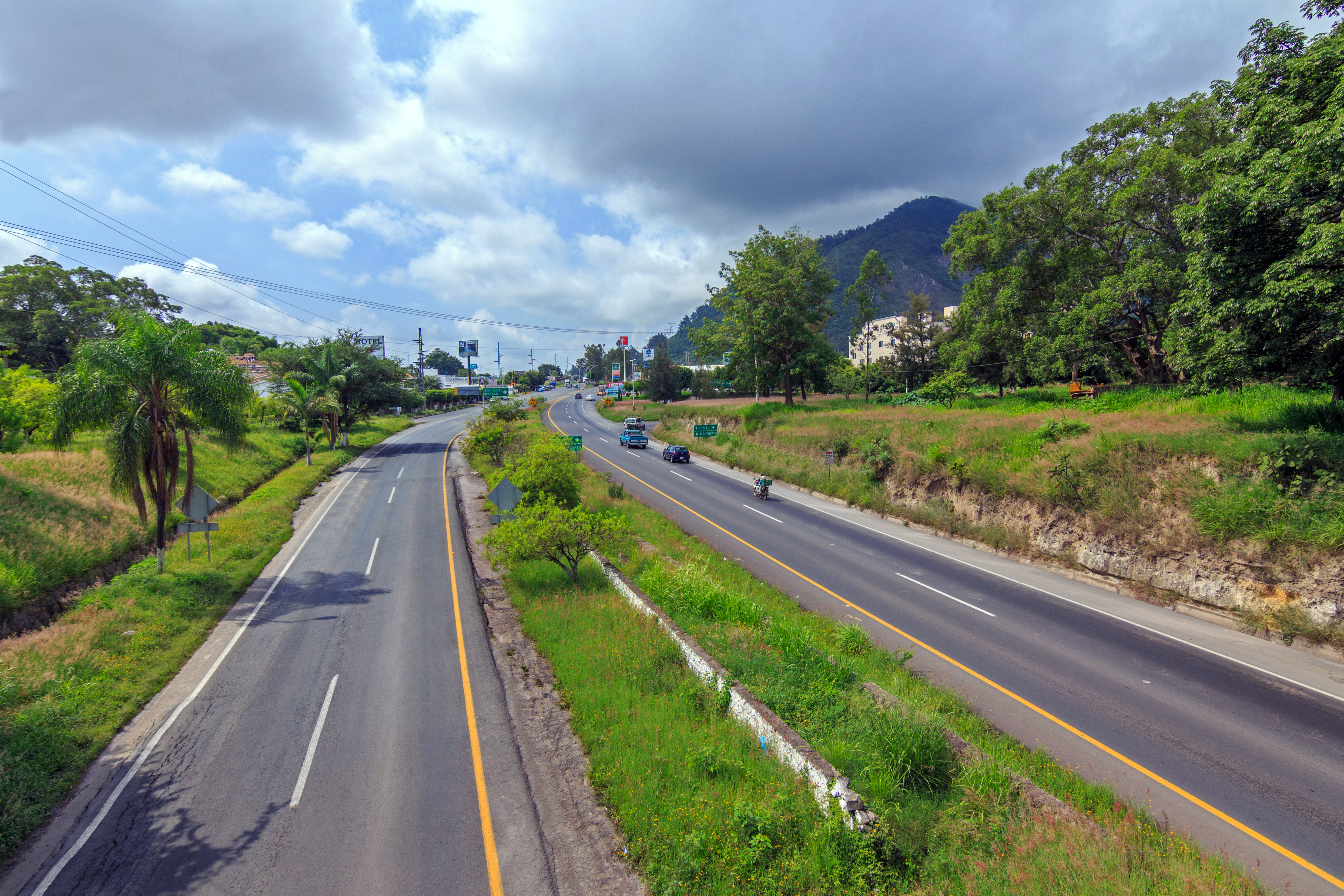
Libramiento Tepic-Guadalajara

En materia carretera destacan la carretera internacional del Pacífico de norte a sur y varias carreteras vecinales con una longitud de 337 kilómetros, incluyendo la carretera de cuota con 39 kilómetros. Cuenta con una Central de Autobuses donde se realizan viajes hacia el interior del municipio, Estado y toda la República.
- "Carretera Federal 15" México-Nogales.
- "Carretera Federal 200" Tepic - Puerto Vallarta.Aeropuerto Internacional de Tepic

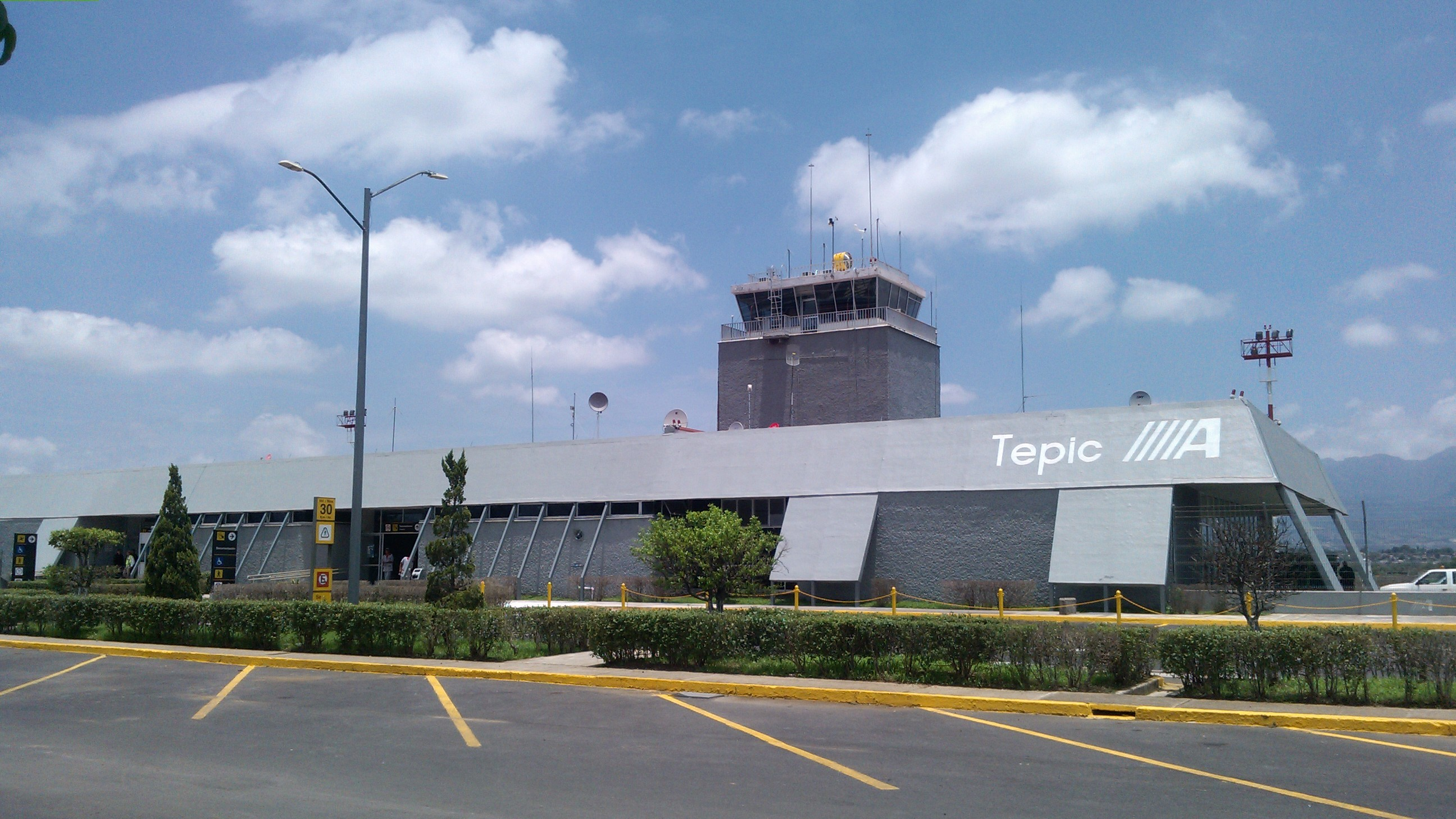
Aeropuerto Internacional de Tepic

- "Carretera Tepic - "Francisco I. Madero"
- "Carretera Tepic - "Miramar"
- "Carretera Tepic - "San Blas"

En construcción:
- "Carretera Tepic - "Aguascalientes" - "León"
- "Carretera Tepic - "Durango" terminación tramo: Francisco I. Madero-Mezquital Durango

Férreo
Cuenta con una estación en la cual hace escala el ferrocarril del Pacífico de Ferromex, que parte de Guadalajara hacia Nogales.

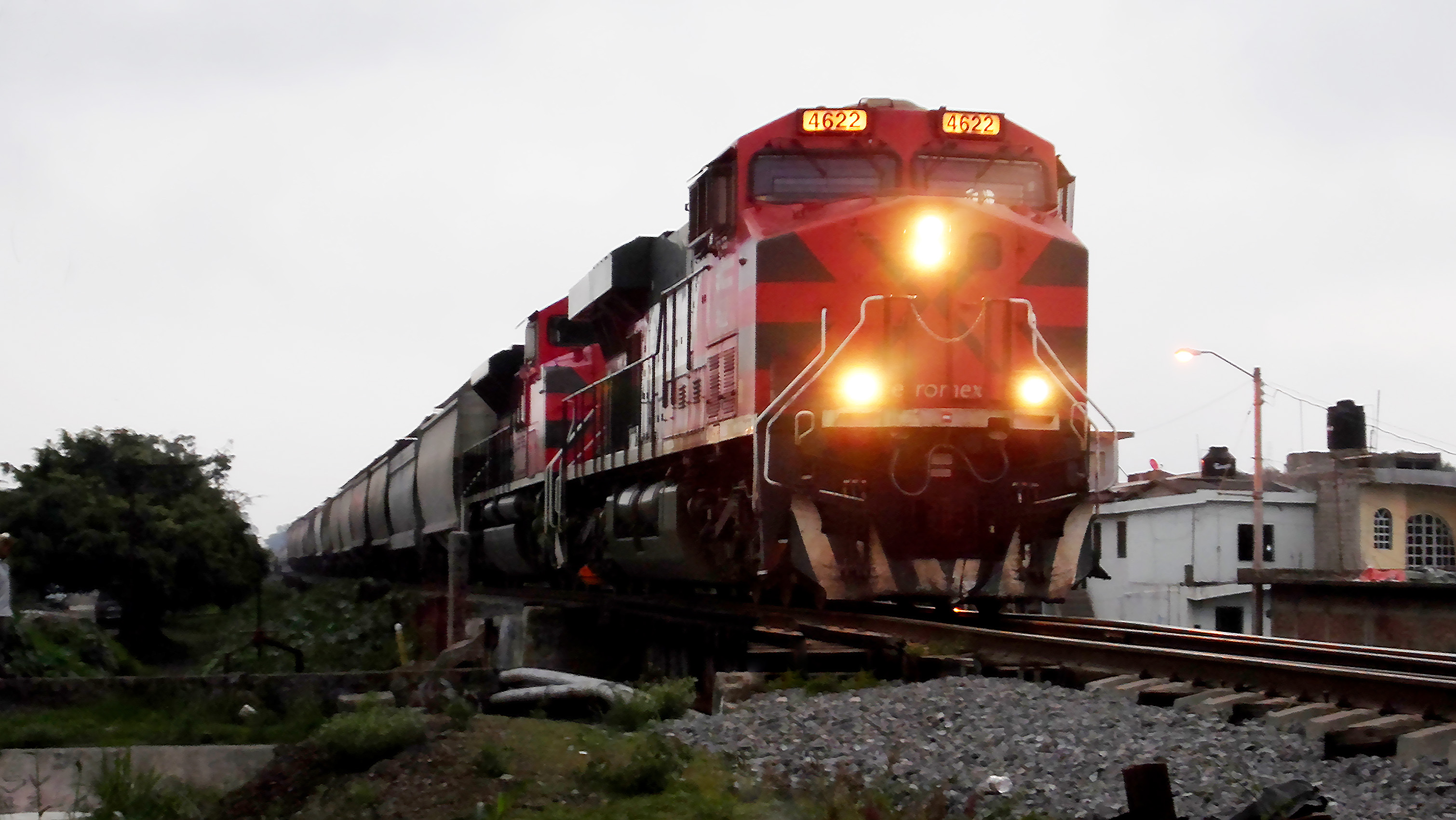
Tren de Ferromex

### Transporte interno
Autobús de ruta
Taxi de ruta
Se conocen como combis; a partir de 2021 han ido en aumento en la ciudad, pues su costo es más bajo.
Taxi privado

### Trazado urbano
La traza urbana de la ciudad es variada pues es diferente la traza de todas las colonias, calles, avenidas, bulevares y fraccionamientos. Lo que se observa en el centro histórico es una traza antigua con calles angostas que datan del siglo XIX semejante a las de distintos centros históricos de todo el país. En esta se pueden encontrar 3 principales avenidas.

### Comercio
El comercio de Tepic está compuesto por comercios locales, nacionales e internacionales. Posee dos mercados de Abastos el primero se encuentra en la colonia Santa Teresita y el segundo sobre la Av. Tecnológico conocido como Nayar Abastos así como varios centros comerciales como Forum Tepic, Plaza Cigarrera, Plaza de Álica, Plaza La Cantera y Plaza La Loma anclados con empresas nacionales e internacionales.

### Principales vías

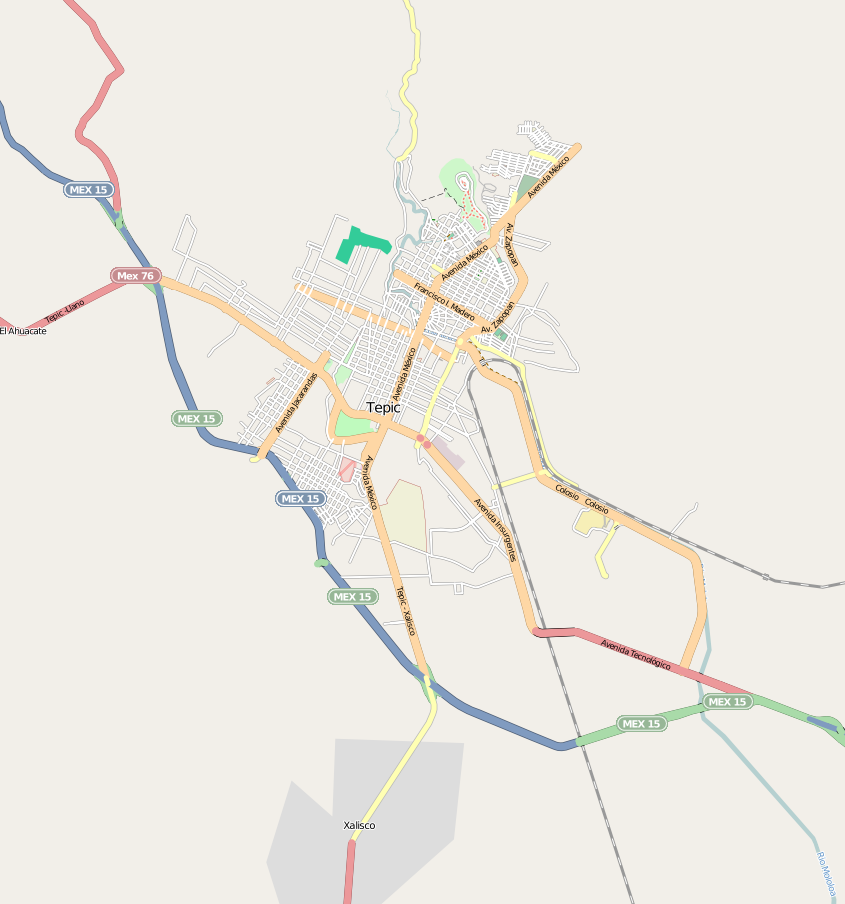
Principales vialidades de la ciudad

Estas son las Principales Vialidades de la ciudad de Tepic:
- Periférico Sur (Libramiento Carretero Sur).
- Periférico Norte (Libramiento Carretero Norte).
- Avenida Insurgentes.
- Avenida México Bicentenario.
- Bulevar Tepic-Xalisco.
- Avenida Ignacio Allende.
- Avenida Jacarandas.
- Avenida Tecnológico.
- Avenida de la Cultura.
- Avenida Zapopan.
- Avenida Independencia.
- Avenida Rey Nayar.
- Avenida Francisco I. Madero.
- Avenida Guadalupe Victoria.
- Avenida Prisciliano Sánchez.
- Avenida Juan Escutia.
- Bulevar Luis Donaldo Colosio.
- Avenida Ricardo Flores Magón.
- Avenida Villa de Cervantes.
- Avenida Villa de León.
- Paseo de La Loma.
- Bulevar Gobernadores.
- Bulevar Aguamilpa.
- Bulevar Bellavista.
- Avenida Puerto Rico.
- Avenida Universidad.
- Avenida del Valle.
- Avenida 12 de Octubre
- Avenida Proyecto
- Bulevar Libertad (Libramiento de Xalisco).
- Calzada de la Cruz.
- Calzada del Ejército.

## Poesía
Tepic es una ciudad enriquecida por la poesía ya que muchos poetas de origen Nayarita han llevado su poesía a grandes límites y han sido exitosos, reconocidos en México y en otras partes del mundo; algunos poetas importantes son:
- Amado Nervo (1870-1919)
- Alí Chumacero (1918-2010)
- Alfredo Corona Ibarra (1916-1989)
- Guillermo Llanos (1927-presente)
- Octavio Campa Bonilla (1944) presente
- Joaquín Cosío (1962-presente)
- Rodolfo Dagnino (1976-presente)

## Deporte
En la ciudad de Tepic se practican diversos deportes como: béisbol, voleibol, baloncesto, fútbol, boxeo, atletismo y frontón entre otros deportes en los cuales destaca el Estado de Nayarit a nivel Nacional y en el continente Americano.
Tepic es sede de equipos como: los Diablos Rojos de Tepic (béisbol) que participan en la liga Nayarit de béisbol y su parque es el estadio de béisbol de la UAN con capacidad para 2000 espectadores. Lagartos UAN de Tepic (fútbol americano) y los Coras del Deportivo Tepic (fútbol) que participa en la serie a profesional de México y juegan en el estadio Nicolás Álvarez Ortega con capacidad para 13000 espectadores y los equipos que representan al Estado de Nayarit en competencias nacionales e internacionales de atletismo, tae-kwon-do, levantamiento de pesas y tiro deportivo.
La ciudad de Tepic ha tenido dos campeones mundiales de boxeo Juan Alberto "El Topo" Rosas y Jesús "Negrito" Silvestre

### Grupos deportivos
Además Tepic cuenta con diversos grupos disciplinarios en los cuales se busca fomentar la cultura del deporte en los jóvenes de la ciudad. El primer grupo de este tipo fundado en la ciudad fue en el año de 1972 siendo este el Pentatlón Deportivo Militarizado Universitario procedente de Ciudad de México, (fundado en 1938) después surgiendo otros como el Grupo Atlético Militarizado Estudiantil (GAME) que nació en octubre de 2000 al verse en la necesidad de contrarrestar las conductas delictivas que muchos jóvenes estaban adoptando.

### Equipos deportivos locales

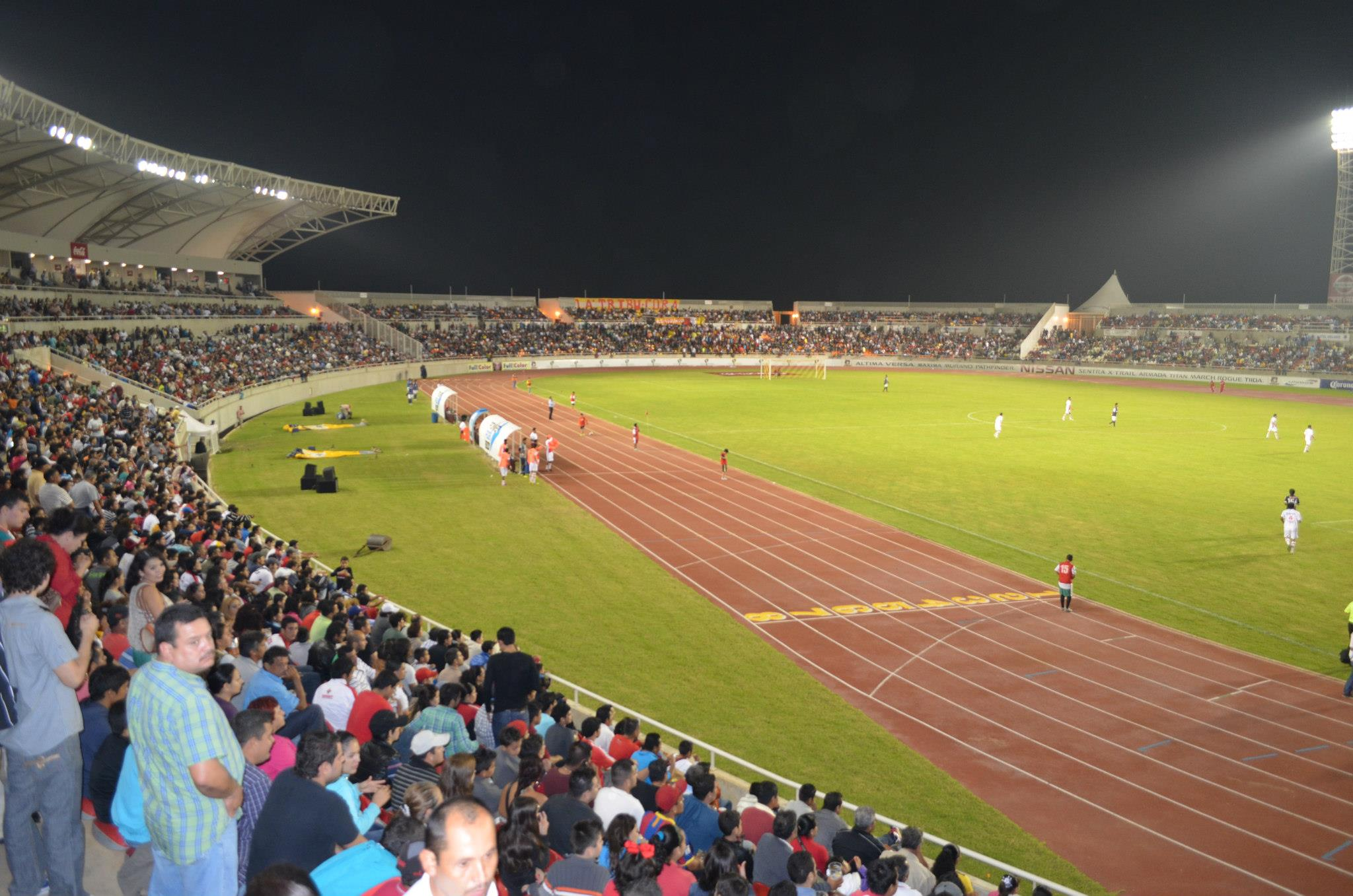
Estadio Arena Cora, casa de los Coras de Tepic.

| Equipo                  | Deporte    | Liga                            | Estadio                       | Capacidad |
| ----------------------- | ---------- | ------------------------------- | ----------------------------- | --------- |
| Jaguares de Nayarit     | Béisbol    | Liga Mexicana del Pacífico      | Estadio Coloso del Pacífico   | 9,480     |
| Club Deportivo Álica FC | Fútbol     | Segunda División                | Estadio Arena Cora            | 12,945    |
| Coras de Nayarit        | Basquetbol | Liga de Baloncesto del Pacífico | Mesón de los Deportes Xalisco | 400       |

### Ligas deportivas aficionadas
- AFEN (Asociación de Fútbol del Estado de Nayarit): es la liga de fútbol aficionado más importante de la ciudad, cuenta con la Unidad Deportiva AFEN donde se encuentra un total de 5 canchas con medidas reglametarias y 2 para categorías infantiles, cuenta con liga y copa en todas sus categorías, tales como la liga de primera división amateur, liga de primera división A, Liga de Primera Fuerza, y Liga Intermedia como las ligas que más figuran en el estado. los partidos de liga es a doble vuelta y fase de liguilla, adverso al torneo de copa siendo a eliminaion directa a partidos de ida y vuelta. La Primera División Amateur es la liga más importante de la AFEN aquí figuran clubes importantes como Club Deportivo Real Provincia, club Lázaro Cárdenas, Club Zapata, entre otros.

### Infraestructuras deportivas
De las infraestructuras deportivas destacan:
- El Palenque de la Feria de Tepic: Cuenta con capacidad de 4,200 espectadores, donde en el año 2010 logró coronarse campeón mundial el nacido en Tepic Juan Alberto "El Topo" Rosas.
- Estadio Arena Cora: El estadio de fútbol más grande del estado, hogar primigenio de los Coras de Tepic. Cuenta con una capacidad de 13,000 espectadores.
- Estadio de Béisbol "El Coloso del Pacífico": Nuevo estadio de béisbol construido por el gobernador Miguel Ángel Navarro. Se prevé inicie operaciones en Otoño de 2024. Contará con una capacidad de 9000 espectadores.
- Estadio Béisbol de la Universidad Autónoma de Nayarit: estadio principal de la Universidad, usado para eventos sociales de la misma o para competencias deportivas estatales. Cuenta con una capacidad de 2000 espectadores.
- Estadio Olímpico Universitario de la Universidad Autónoma de Nayarit 2000 espectadores
- Estadio Olímpico Santa Teresita: estadio enfocado al atletismo, ha sido sede de distintas competiciones del estado. Cuenta con una capacidad de 5000 espectadores.
- Unidad Deportiva Caminera
- Mesón de los Deportes de la Universidad Autónoma de Nayarit 1000 espectadores
- Ciudad deportiva
- Unidad Deportiva AFEN
- Monumental plaza de toros de Don Antonio 5000 espectadores
- Polideportivo de Tepic
- Unidad Deportiva Morelos
- Expo-Auditorio Amado Nervo, antes llamado Auditorio de la Gente. Es el estadio principal de la ciudad (debido a la lejania de la Arena Cora) y más moderno, ha sido sede de competencias deportivas como voleibol de playa, eventos culturales y sociales así como de conciertos de distintos artistas mexicanos como Marco Antonio Solís, entre otros. Cuenta con capacidad de 15,000 espectadores.
- Gimnasio Niños Héroes

## Turismo y atractivos

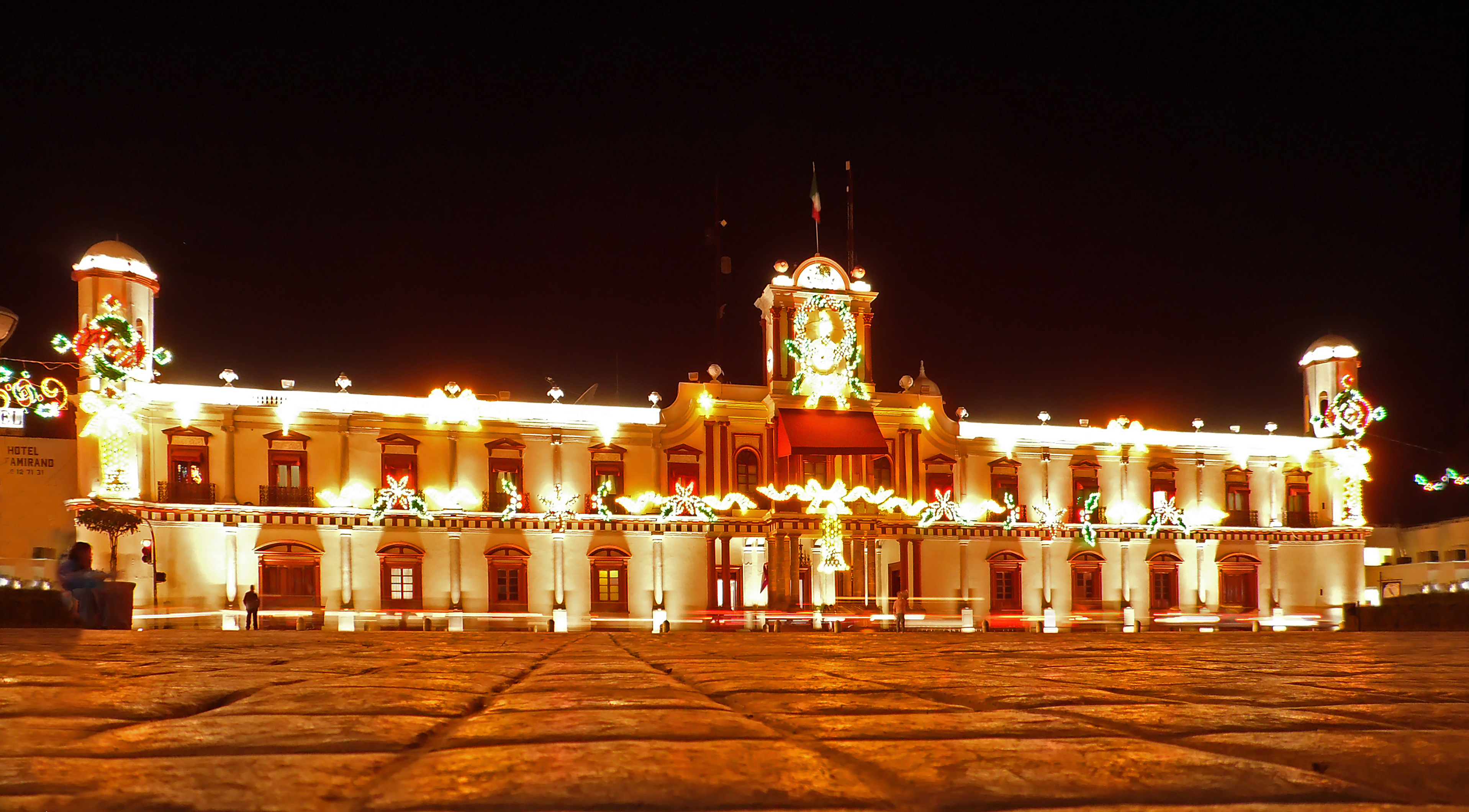
Palacio de Gobierno

El templo de La cruz de zacate y su convento anexo del siglo XVIII, el Palacio Municipal y la Catedral la cual es única a nivel mundial que tiene sus dos torres de campanarios simétricas entre sí ubicada frente a la plaza principal y el ayuntamiento.

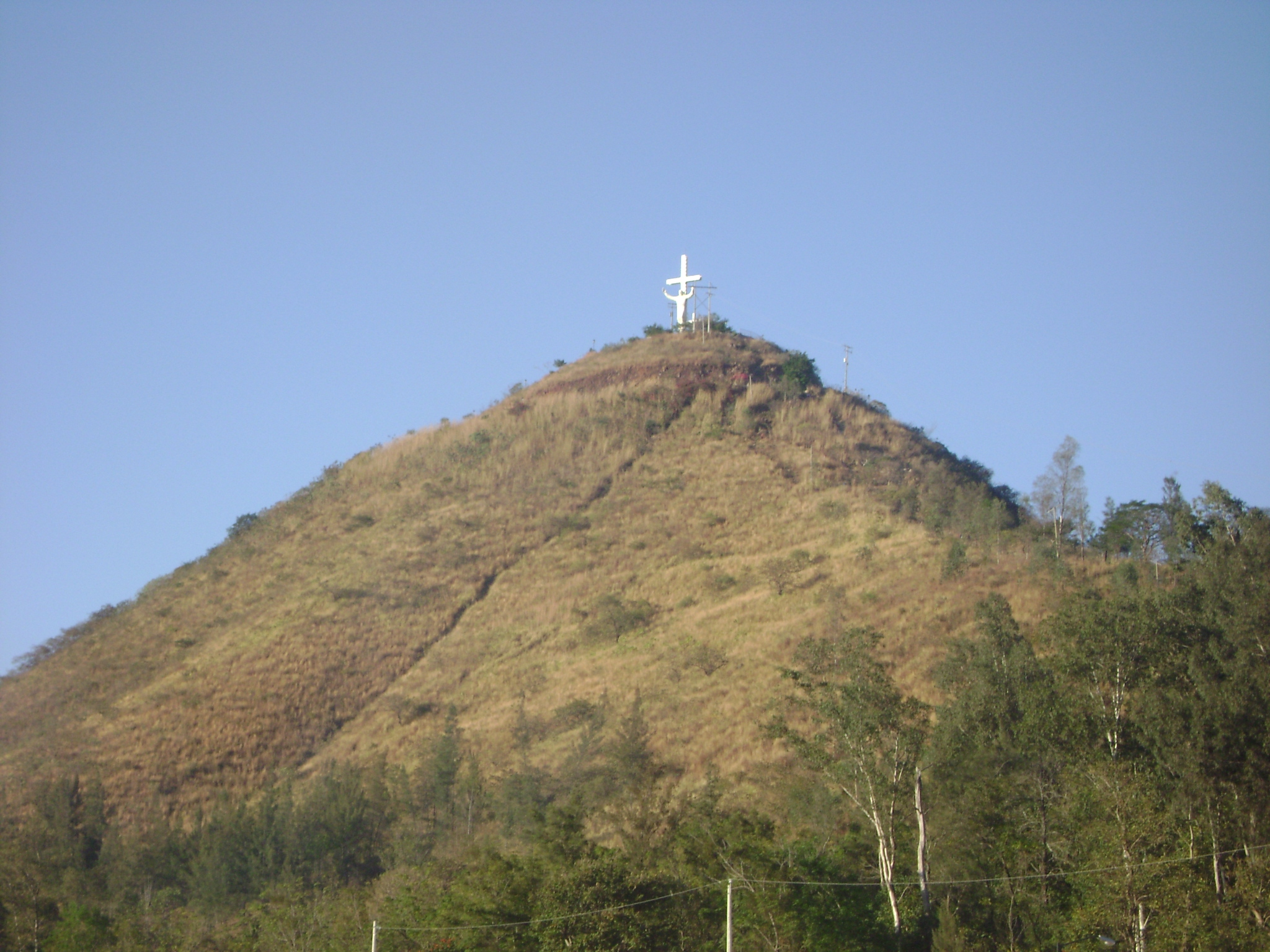
Cerro de la cruz.

En la plaza principal o plaza de armas se aprecian edificios de arquitectura del siglo XIX y principios del siglo XX. Es de este punto donde se pueden encontrar los Turibuses; autobuses con un diseño clásico del siglo XIX que hacen recorridos en la ciudad y fuera de ella.
Entre los lugares históricos y de interés, se encuentran: 
- La Casa-Museo de Juan Escutia: Hogar del célebre cadete militar Juan Escutia que participó en la batalla de chapultepec. 
- La Casa-Museo de Amado Nervo: Hogar del célebre poeta tepicquense. Popular por sus poemas e historias del siglo XX. 
- Museo Regional de Nayarit: Museo principal de Tepic y del estado de Nayarit. Cuenta con obras y artesanías del estado en su época precolonial así como la historia de distintos pueblos originarios.
- Centro Cultural de los Cinco Pueblos (ex-Hotel Palacio),Galería de la Plástica Nayarita (ex-Hotel Palacio): Museo enfocado al arte del estado como lo wixarika. 
- Centro de Arte Contemporáneo "Emilia Ortiz" (Casa Aguirre): Museo enfocado al arte que sirve como exposición de distintas obras.  
- Centro Cultural Casa Fenelón: Se trata de una de las residencias más representativas del Tepic del siglo XIX. El 31 de octubre de 2019, se convierte en el centro cultural Casa Fenelón, dedicado al fomento y promoción de actividades artísticas y culturales en beneficio de la comunidad nayarita. Es administrada por la Universidad Autónoma de Nayarit.
- Las Ruinas de Jauja: Ruinas de lo que fue una fábrica textilera construida en 1833. Utilizado a día de hoy como lugar de interés y de escenarios fotográficos.
- Teatro del Pueblo "Ali Chumacero": El teatro principal de la ciudad de Tepic, nombrado en honor al poeta nayarita nacido en Acaponeta. El teatro tiene capacidad de 1,500 personas y ha sido lugar de exposiciones culturales así como eventos de graduación, entre otros. 
- Museo Interactivo de Ciencias e Innovación de Nayarit: Museo inaugurado en el año 2011. A diferencia de los demás, este museo va dirigido y enfocado a la ciencia, exploración e investigación. Ha sido lugar de varias ferias científicas de la ciudad.
- Ex-Fábrica Textil de Bellavista: Ubicada en el poblado de Bellavista, fue construida en 1814 como una réplica exacta de un edificio fabril localizado en Gante, Bélgica. El 20 de marzo de 1905 fue escenario de la primera huelga obrera del siglo XX. En la actualidad, se puede visitar en un tour guiado ofrecido por los turibus de Tepic o por si solo. 
El centro histórico de Tepic, es el lugar donde convergen grandes puntos de interés como hoteles, parques, casonas del siglo pasado, el turibus de la ciudad, entre otras actividades.

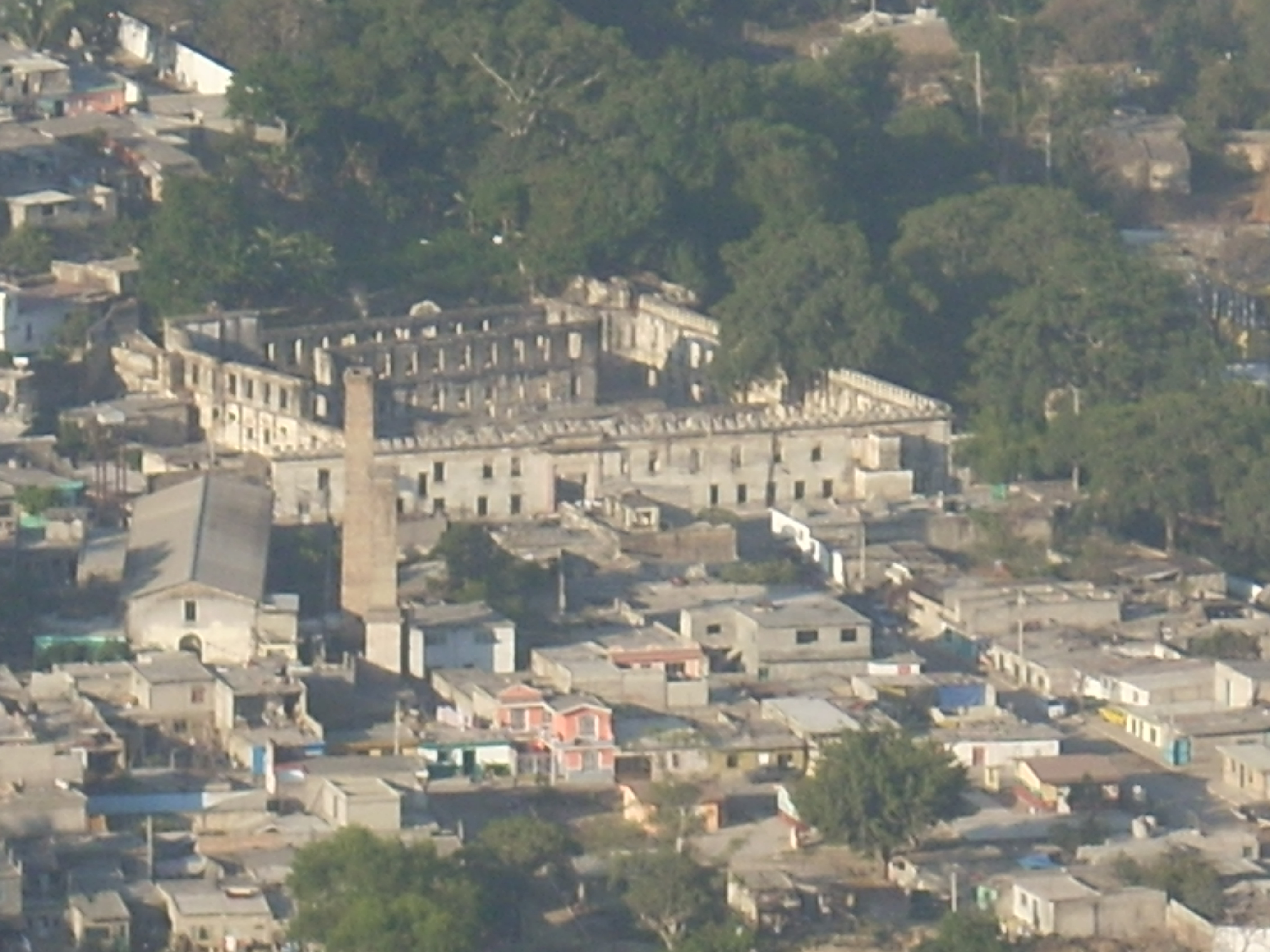
Vista de las Ruinas de Jauja.

La colonia Zitacua (maíz Tierno) es un barrio huichol. Cuenta con un restaurante y un mirador en lo alto de la colonia. Es posible ir solo o en un tour guiado de los turibus de la ciudad. 
Tepic es un lugar rodeado de montañas y cerros por lo que la sociedad es bastante proactiva en los deportes de senderismo y montañismo, se puede practicar estas actividades en:
El volcán inactivo de Sangangüey: Montaña y volcán emblemático del estado debido a su figura peculiar. 
El Cerro de San Juan, pertenece a la Sierra de San Juan ubicado del lado oeste de la ciudad. Es la columna de montañas más cercana de la ciudad y también de las más importantes debido a su gran actividad deportiva en la que se practica senderismo, ciclismo y campametos al aire libre. El camino principal cuenta con 3 descansos que sirven como miradores hacia la ciudad, la cima del cerro es conocida como "La Batea", una zona perfecta para campametos.
El Cerro de la Cruz: cerro de menor tamaño en la parte norte de la ciudad, considerado un buen lugar turístico y de ocio. En la cima se encuentra una cruz gigante que da lugar a su nombre.
Al norte de la capital se localiza "El Mirador del Águila" en el cerro de San Juan, donde se aprecia la llanura costera del océano Pacífico y la Sierra Madre Occidental.
La ciudad cuenta con hoteles desde la clase económica hasta 4 estrellas.
También en ella se encuentra la fuente danzante más grande de Latinoamérica, ubicada en el parque Metropolitano.
Festividades
- Feria Nacional de la Mexicanidad (Feria Nayarit) (febrero-marzo)
- Feria Navideña del Juguete (diciembre-enero)
- Festival Internacional Amado Nervo (marzo-mayo)
- Festival de la Luna en las Ruinas de Jauja (octubre)
- Feria en pro de el Santuario de La Virgen de El Pichón (10, 11 y 12 de diciembre)

### Parques, jardines y plazas
Estos son las plazas, jardines y parques de mayor reconocimiento y atracción turística la ciudad de Tepic:

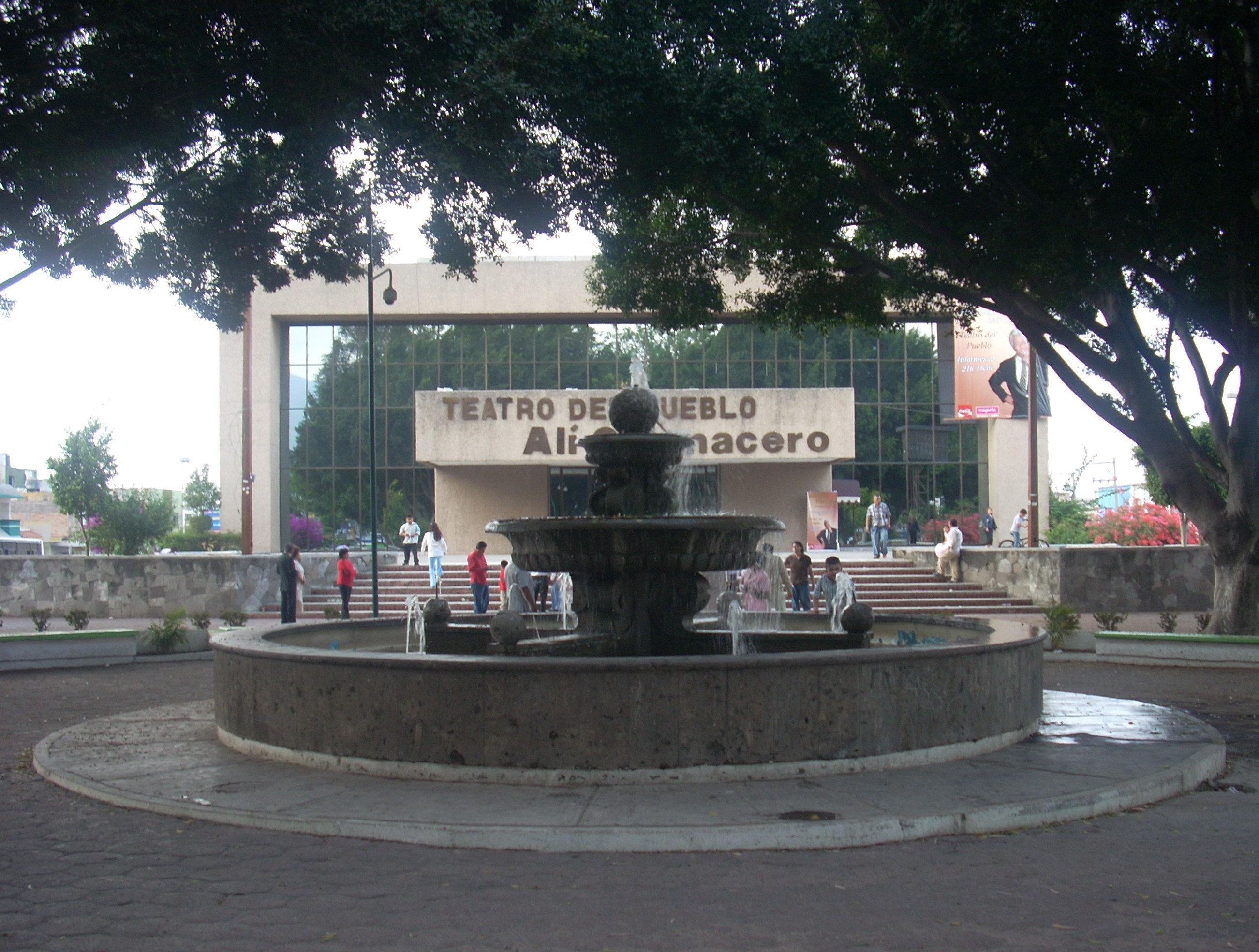
Fuente en el parque Juan Escutia, al fondo el Teatro del Pueblo Alí Chumacero.

- Parque Paseo de La Loma "General Esteban Baca Calderón". El parque más popular de la ciudad y de mayor interacción. Cuenta con un trenecito que recorre el parque, una trotapista para el uso del atletismo, un cine al aire libre donde se exponen películas infantiles o familiares sin costo alguno. También cuenta con una alberca y canchas para promover los deportes de Basketball, natación y fútbol.
- Parque "La Alameda Central de Tepic". Parque de menor tamaño para uso social y ocio. Se encuentra al lado del parque Juan Escutia.
- Parque "Juan Escutia". Parque que lleva el nombre del cadete militar y niño héroe Juan Escutia, en el parque se encuentra el Teatro de Tepic "Ali Chumacero".
- Parque Ecológico Tachi'í de Tepic. Parque natural más grande de Tepic, en él se encuentran varios animales para el cuidado e interacción de los visitantes como patos, tortugas y ciervos. El parque cuenta con un lago que lo recorre por completo y es posible rentar una lancha para un paseo.
- Parque Metropolitano de Tepic. Parque construido por el exgobernador Roberto Sandoval, utilizado durante su sexenio para eventos culturales y sociales. Llama la atención por el diseño de una carpa en forma de sombrero, algo distinguido del exgobernador en ese tiempo.
- Plaza de Armas (plaza principal). Plaza principal de la ciudad, se encuentra en frente de la Catedral de Tepic, con advocación a la Asunción de Maria. Cuenta con una fuente y es sede de la compra de boletos para el turibus de la ciudad.
- Plaza Antigua.
- Parque Lineal de Tepic. Parque construido por el exgobernador Roberto Sandoval, es un parque ubicado en medio del libramiento de Tepic. El parque va desde la salida a Mazatlán hasta la salida a Guadalajara, fue construido para promover el ejercicio y el senderismo, así como los deportes de atletismo y ciclismo. El parque cuenta con distintos puentes que unen todo la ruta así como un Puente Atirantado en medio, conecta también con el Cerro de San Juan para los que hacen senderismo o campamentos.
- Ciudad de las Artes Indígenas. Nueva obra de recreación cultural y un parque familiar moderno, impulsada por la presidenta municipal Geraldine Ponce y diseñada por la SEDATU. La obra se mostró como un parque que reemplazará a la plaza del Músico, así como un centro de exhibición de los pueblos originarios de Nayarit como la etnia Huichol. En esta obra también va incluida la creación del paseo Tepic Río, cuyo objetivo será la interacción cultural y social. [31]
- Plaza a la Madre.
- Plaza Bicentenario (antes jardín de Los Constituyentes).
- Plaza Manuel Lozada.
- Ciudad de Las Artes. Parque familiar construido en antiguos estadios de béisbol de la ciudad. En la actualidad es un lugar cuyo preferencias va hacia el skate.

### Hospedaje
En cuanto a infraestructura hotelera, la ciudad ha venido teniendo un incremento en servicios de alojamiento durante los últimos años debido en gran parte a los diferentes eventos de talla nacional e internacional que se han desarrollado principalmente en el auditorio Amado Nervo y la Feria Nacional de la Mexicanidad.
Los principales hoteles que se encuentran en la ciudad son:
- Hotel Fiesta Inn
- Hotel Best Western NeKié
- Hotel Fray Junípero Serra
- Hotel Las Palomas
- Hotel Melanie
- Hotel La Loma
- Hotel City Express
- Hotel Real de Don Juan
- Hotel Fray Express

## Producción laboral

### Agricultura

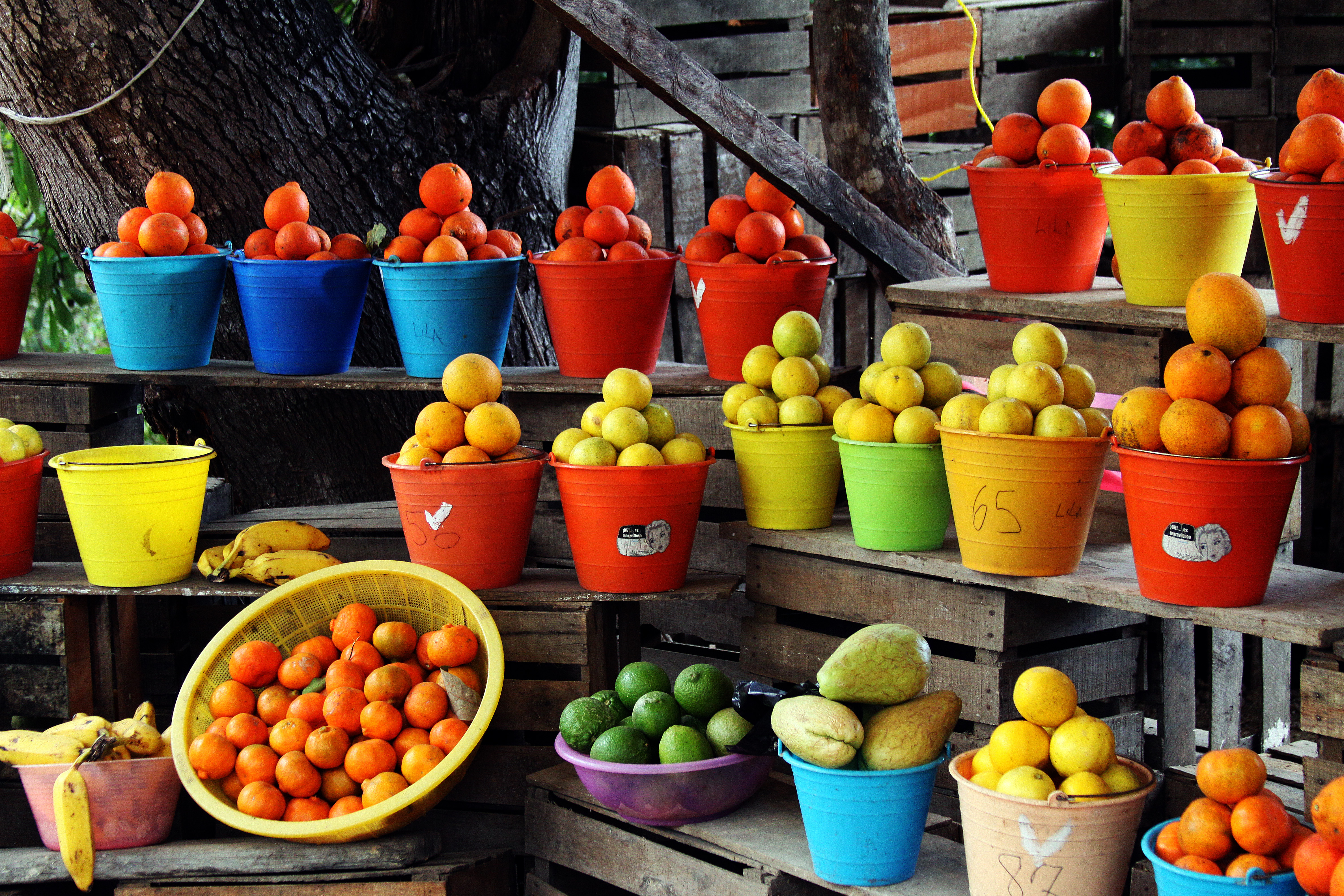
Puesto tradicional de frutas de la región

Hay 17.592 hectáreas cultivables en el estado, las cuales se utilizan principalmente para los cultivos de aguacate, caña de azúcar, café, chile, mango, plátano y tabaco, siendo la caña y el tabaco los más generadores de ingresos.

### Ganadería
Se cría ganado bovino con 60.088 cabezas, ovino con 1.664, caprino con 37.454 y porcino con 46.302. Por lo que se refiere a las aves, se crían 803.444 y se tienen en el ámbito municipal 9.065 colmenas para la producción de miel.

### Manufactura e industria
En Tepic se concentra aproximadamente el 50% de la actividad industrial del estado, que ha recibido un gran impulso desde la década de los 70. En la ciudad de Tepic se encuentra el ingenio El Molino de menchaca, y en la localidad de Francisco I. Madero se localiza el ingenio de Puga, siendo grandes fuentes de empleo para familias campesinas de todo el estado. En materia de energía eléctrica destaca la presa Aguamilpa.
En Tepic también se pueden encontrar la Embotelladora del Nayar (Coca-Cola), Salsa Huichol, embotelladora Aga, Pepsi, Grupo Modelo, Bimbo, Marinela, Gamesa, entre muchas otras localizadas en Ciudad Industrial. Aunque la mayoría de estas empresas asentadas se dedica principalmente a la distribución y no a la fabricación de los productos. También se encuentra la industria maquiladora automotriz de la empresa japonesa Sumitomo con tres plantas activas, la industria alimentaria de transformación de productos agrícolas.

### Población económicamente activa
Representa poco más del 30% de la población total de 12 años y más. En el municipio predomina la ocupación económica del sector servicios, en el comercio con 60,5%; 10,7% trabaja en el gobierno; 9,9% en la industria de la transformación; 6,9% en la construcción; el 4,4% en la rama de comunicaciones y transportes y el 4,2% en otras ramas.

## Ciudades hermanadas
Las ciudades hermanas de Tepic son:
- Paramount, Estados Unidos.[32]
- La Habana Vieja, Cuba[33]
- Compostela, México.[34]
- Morelia, México.[35]
- Tijuana, México.[36]
- Aguascalientes, México[37]
- Guadalajara México[38]
- La Paz, México[39]

### Convenios
- Morelia (2016)[40]
- Cañitas (2016)[40]
- Puerto Vallarta (2016)[40]
- Ciudad Guzmán (2016)[40]
- Tanlajás (2016)[40]
- Moroleón (2016)[40]
- Aldama (2016)[40]
- Metztitlán (2016)[40]
- Mixquiahuala de Juárez (2016)[40]
- Huasca de Ocampo (2016)[40]
- Ciudad de México (2016)[40][41]